# Négyfoltos szerecsenkata
A négyfoltos szerecsenkata (Exochomus quadripustulatus) a katicabogárfélék családjába tartozó, Eurázsiában őshonos, pajzs- és levéltetvekkel táplálkozó bogárfaj.  

## Megjelenése
A négyfoltos szerecsenkata testhossza 3–5 mm, alakja tömzsi tojásdad, szárnyfedője erősen domború. Szárnyfedője fekete, vállán és középen egy-egy (összesen négy) vörös (ritkán sárga) folt látható. A vállfolt hátrafelé kiszélesedik és befelé görbül (hasonlít a nyomtatott vessző írásjelre), a középső folt nagyjából kerek. A szárnyfedő szélén kis perem húzódik végig. Előtora és lábai feketék. A bábból frissen kikelt példányok vörösbarnák. 
Lárvája 1,4–6,5 mm hosszú, szürke színűek. Minden szelvényén hat szemölcs található, rajtuk egy-egy elágazó fekete szőrrel. 
Hosszúkás petéi sárgák vagy narancssárgák (a nőstények táplálékától függően).

## Elterjedése
Eurázsiában őshonos (Japán kivételével). Betelepítették Észak-Amerikába (Kaliforniába) és Ausztráliába is. Magyarországon gyakori.

## Életmódja
Erdei faj, inkább fenyvesekben él, de nem ritkán lomberdőkben, bozótosokban is megtalálható. Főleg a lombkoronában keresi zsákmányát. 
Az imágók fák kérgének repedéseiben vagy az avarban telelnek. Tavasszal az első melegebb napokon megjelennek. Az első peterakásra április végén, május elején kerül sor. Ragadozó: mind a lárvák, mind az imágók elsősorban pajzs- és levéltetvekkel táplálkoznak, de megeszik az atkákat is. Az új nemzedék imágói június végétől kezdenek megjelenni és októberig aktívak. Évente egy nemzedék fejlődik ki. 

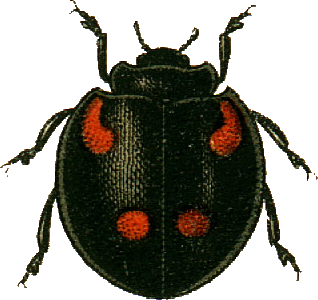
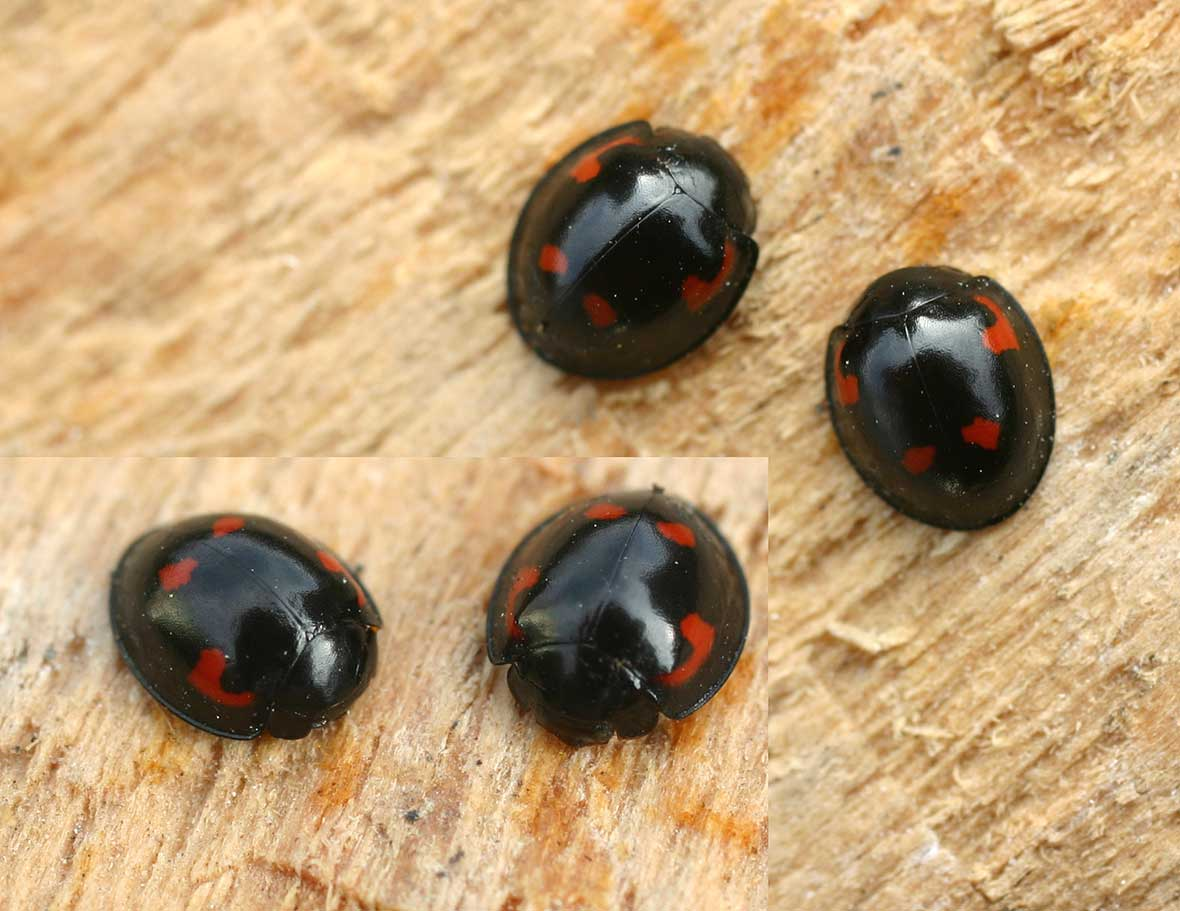
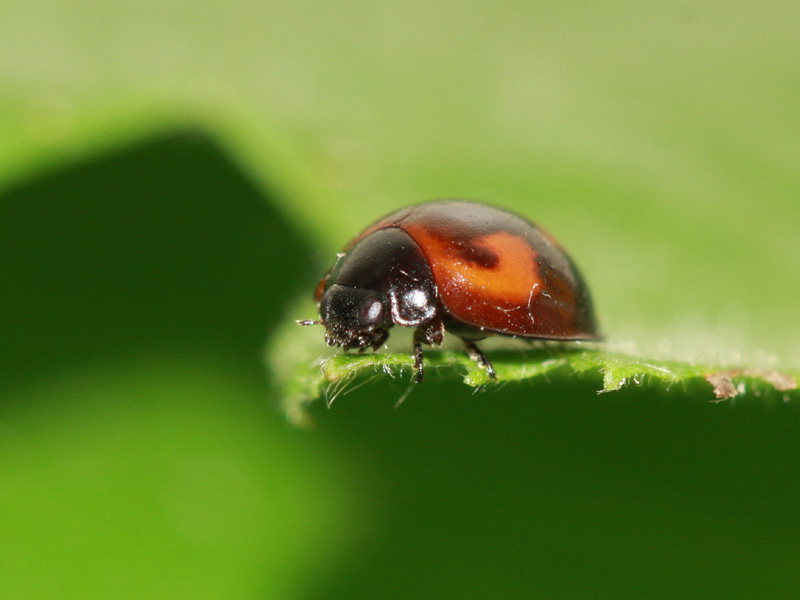
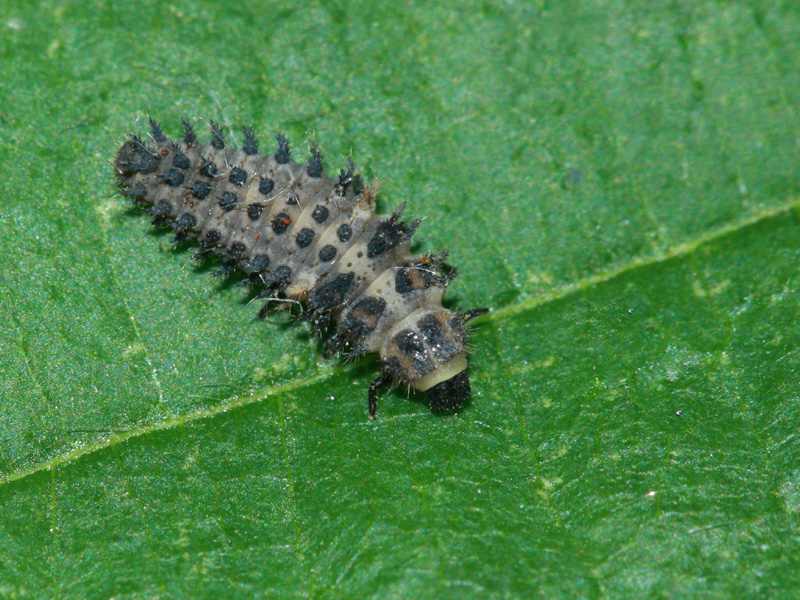